# 明石中央体育会館
明石中央体育会館（あかしちゅうおうたいいくかいかん）は、兵庫県明石市大久保町の石ケ谷公園内にある多目的体育会館である。

## 概要
1981年（昭和56年）10月24日開館。総事業費は16億円。正式名称は明石中央体育会館であり、明石中央体育館の表記は誤りである。

## 施設
- 開館時間: 9時から21時
- 休館日（年末年始: 12月29日から1月3日）、第1・3・5月曜日、（祝日は開館日）
- 第一競技場
  - 延床面積: 1,725m2
- 第二競技場
  - 延床面積: 511m2
- 卓球コーナー
- 会議室
- ラウンジ
- トレーニングルーム
- 幼児室
- 自販機コーナー

## 利用状況
利用人数は、以下のように推移している。
| 年度               | 総計    | 第一競技場 | 第二競技場 | 会議室 |
| ------------------ | ------- | ---------- | ---------- | ------ |
| 2016年（平成28年） | 39,704  | 26,234     | 10,464     | 3,006  |
| 2015年（平成27年） | 100,949 | 69,473     | 24,910     | 6,566  |
| 2014年（平成26年） | 107,508 | 72,106     | 28,739     | 6,663  |
| 2013年（平成25年） | 104,307 | 67,022     | 28,425     | 8,860  |
| 2012年（平成24年） | 105,356 | 67,894     | 30,253     | 7,209  |

## 交通アクセス
- 鉄道
  - JR西日本山陽本線大久保駅北口から北方向に徒歩約1時間
- 路線バス
  - JR西日本山陽本線大久保駅北口を出て、バスで約10分
  - 神姫バス：47系統「高丘4丁目西」行き、45系統「高丘巡回天郷」行き、49系統「高丘循環」で停留所（高丘1丁目）下車徒歩約10分。午前中のみ6系統「明石クリーンセンター」行きで、【明石中央体育会館】下車すぐ。